# 查普曼角
65°55′S 61°20′W / 65.917°S 61.333°W
查普曼角（英語：Chapman Point）是南極洲的海岬，位於葛拉漢地的奧斯卡二世海岸，處於賈森半島北面，是斯卡灣的東端，在1955年由英國研究隊測量，現時由南極條約體系管理。